# Mellicta alatauica
Mellicta alatauica är en fjärilsart som beskrevs av Otto Staudinger 1881. Mellicta alatauica ingår i släktet Mellicta och familjen praktfjärilar. Inga underarter finns listade i Catalogue of Life.